# عبدالرحمان رستمیان
عبدالرحمان رستمیان (زاده ۱۳۳۹  دامغان) نماینده دوره نهم مجلس شورای اسلامی و استاد تمام دانشگاه علوم پزشکی تهران و فوق تخصص روماتولوژی است.

## مسوولیت ها
نمایندهٔ دورهٔ نهم مجلس شورای اسلامی
نایب رییس سابق کمیسیون بهداشت و درمان مجلس شورای اسلامی
رییس دانشگاه علوم پزشکی بوشهر (قائم مقام وزیر بهداشت در استان بوشهر)
ریاست بیمارستان امام خمینی تهران به عنوان بزرگترین بیمارستان ایران
معاونت فرهنگی دانشگاه علوم پزشکی تهران
نایب رئیس انجمن روماتولوژی ایران
عضو شورای راهبردی سلامت و رفاه مرکز پژوهش‌های مجلس شورای اسلامی
عضو فرهنگستان علوم پزشکی جمهوری اسلامی ایران
عضو هیئت علمی دانشگاه علوم پزشکی تهران
عضو هیأت امنای دانشگاه علوم پزشکی سمنان